# Depastridae
Famille
Les Depastridae constituent une famille de stauroméduses.

## Liste des genres
Selon World Register of Marine Species (20 avril 2016), la famille Depastridae comprend les genres suivants :
- genre Depastromorpha Carlgren, 1935
- genre Depastrum Gosse, 1858
- genre Halimocyathus James-Clark, 1863
- genre Manania James-Clark, 1863